# لباد

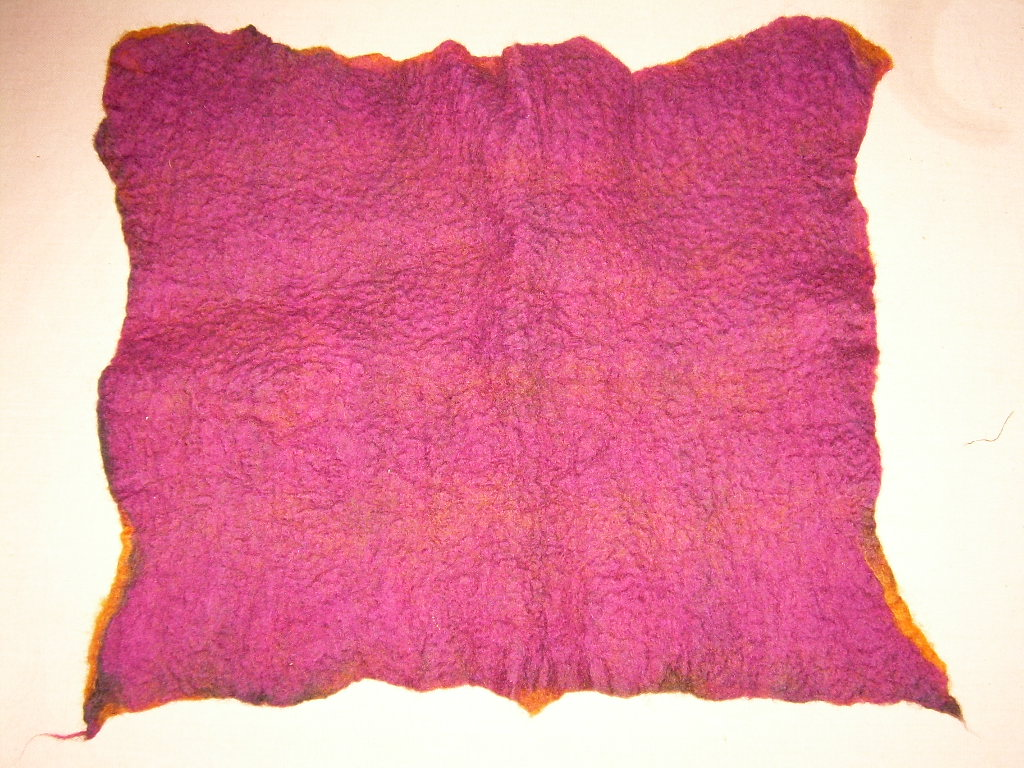
قطعة من اللباد

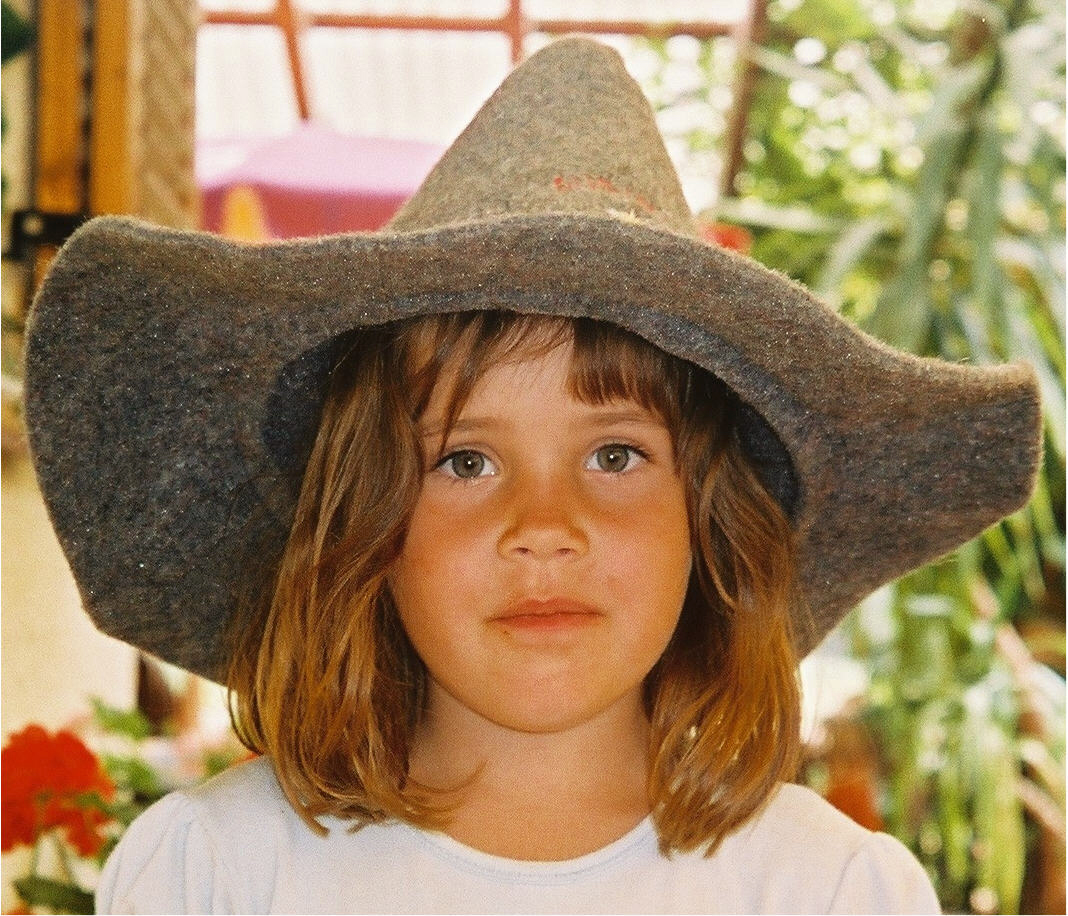
قبعة مصنوعة من اللباد

اللَّبَدُ أو اللُّبَّادُ هو نوع من القماش تُصنع معظم أنواعه من ألياف الصوف بشكل كامل أو بنسب منه. وتلبد هذه الألياف بتطبيق الحرارة والرطوبة والعمل الميكانيكي.
يتميز اللباد بمرونته، وامتصاصه للصوت، وقابليته للقولبة. ويمكنه أن يستخدم كعازل للاهتزازات، ومادة للتلميع، وكمادة مانعة للتسرب، وكماص للاهتزاز، وكمادة مرشحة ومصفية، وكعازل حراري. وهو ضعيف الانسدالية.

## التلبيد
ينظف الصوف ثم يمشط، وتشكل طبقات من هذا الصوف الممشط. تبدأ عملية التقسية بتمرير تيار من البخار خلال هذه الشبكة من الألياف. يتم دحلها بصفائح أو اسطوانات ثقيلة وساخنة لتوليد عملية التلبيد بالاحتكاك. يترابط الصوف بتداخل تأثير الحرارة مع الرطوبة مع الاحتكاك. يممر اللباد بعدها ضمن محلول من الصابون أو الاسيد والذي يسبب المزيد من الانكماش والتقسية. وفي آلة التلبيد يخضع اللباد إلى المزيد من الخض والسحق والانكماش.
قديماكان اللباد يصنع بنقع ألياف الصوف بالماء وضغطها على شكل مستوي أو على شكل قالب محدد مثل قبعة أو طربوش أو أي شكل آخر مطلوب ويلون بعد ذلك باللون المطلوب.
في كوردستان/العراق يرتدي الرجال جاكيت قصير مصنوع من اللباد الأبيض بصورة متقنة يسمى الچوخ أو اليلك وقد یثبت بين الكتفين عصى وهذا سمی كەپەن ویستخدم من قبل الرعاة.
يستخدم اللباد في تزيت محاور التدوير في المحركات الكهربائية الصغيرة عن طريق تشبعها بالزيت ومن ثم تمريره عن طريق النز إلى قميص كرسي المحور النحاسي.